# 9005 Sidorova
A 9005 Sidorova (ideiglenes jelöléssel 1982 UU5) a Naprendszer kisbolygóövében található aszteroida. Ljudmila Georgijevna Karacskina fedezte fel 1982. október 20-án.